# Gran Premio di Monaco 2003
Il Gran Premio di Monaco 2003 è stato un Gran Premio di Formula 1 disputato il 1º giugno 2003 sul circuito di Monte Carlo. La gara fu vinta da Juan Pablo Montoya su Williams - BMW, davanti a Kimi Räikkönen su McLaren - Mercedes e a Michael Schumacher su Ferrari. Fu uno dei pochi Gran Premi nella storia della Formula 1 nel quale non fu effettuato nessun sorpasso in pista.

## Vigilia

### Aspetti sportivi
La BAR rischiò di vedersi sequestrare le proprie vetture per via di un contenzioso con la France Corbeil, società canadese che chiedeva il pagamento di circa 3 milioni di dollari di commissione per aver procurato alla scuderia anglo-americana un accordo di sponsorizzazione con la rete televisiva Teleglobe cinque anni prima. In questa occasione la scuderia riuscì a evitare il sequestro, ma la vicenda ebbe altri strascichi nel prosieguo della stagione.

### Aspetti tecnici
Come tutti gli anni le scuderie presentarono varie soluzioni pensate appositamente per il particolare circuito monegasco, alla ricerca del massimo carico aerodinamico possibile. La Ferrari portò in pista un nuovo alettone posteriore, caratterizzato dalla forma a diedro dei profili introdotta ormai da tempo dalla Renault. Anche la scuderia francese montò un nuovo alettone posteriore, il cui profilo superiore era vincolato solo nella parte anteriore, tanto da far ipotizzare che potesse flettere alle alte velocità in modo da non penalizzare eccessivamente la resistenza all'avanzamento. La Renault fu anche l'unica squadra a montare un secondo alettone sul roll-bar oltre a quello tradizionale sopra la presa d'aria.
La Williams e la McLaren concentrarono le proprie attenzioni sulle sospensioni anteriori. Sulle vetture della scuderia di Grove il tirante dello sterzo fu separato dal triangolo superiore della sospensione, di solito unito al primo elemento per motivi aerodinamici. La McLaren, invece, applicò dei rinforzi alle sospensioni in previsione di possibili contatti con i guard rail.

## Prove libere

### Resoconto
Durante le prove libere del sabato mattina Jenson Button fu protagonista di un violento incidente all'uscita del tunnel, rimanendo intrappolato quasi dieci minuti all'interno della propria monoposto prima di esserne estratto dai soccorritori. Pur essendo rimasto illeso, per precauzione il pilota inglese non prese parte a qualifiche e gara.

### Risultati
I tempi migliori nelle prove libere di venerdì mattina furono i seguenti:
| Pos | Nº | Pilota          | Costruttore        | Tempo    |
| --- | -- | --------------- | ------------------ | -------- |
| 1   | 14 | Mark Webber     | Jaguar - Cosworth  | 1'16"373 |
| 2   | 17 | Jenson Button   | BAR - Honda        | 1'16"476 |
| 3   | 5  | David Coulthard | McLaren - Mercedes | 1'16"505 |

I tempi migliori nelle prove libere di sabato mattina furono i seguenti:
| Pos | Nº | Pilota             | Costruttore        | Tempo    |
| --- | -- | ------------------ | ------------------ | -------- |
| 1   | 5  | David Coulthard    | McLaren - Mercedes | 1'14"747 |
| 2   | 3  | Juan Pablo Montoya | Williams - BMW     | 1'15"098 |
| 3   | 1  | Michael Schumacher | Ferrari            | 1'15"255 |

## Qualifiche

### Resoconto
Ralf Schumacher conquistò la prima pole position stagionale, precedendo per appena trentasei millesimi Räikkönen. Il pilota tedesco risultò il più veloce nel settore centrale della pista, con un distacco minimo sullo stesso Räikkönen. Montoya, leggermente più staccato, si piazzò in terza posizione, seguito da Trulli, autore del miglior tempo nel terzo settore, e da Michael Schumacher, più rapido di tutti nella prima parte del tracciato ma quasi mezzo secondo più lento del fratello nel settore centrale.
Coulthard completò la terza fila, piazzandosi davanti a Barrichello, Alonso, Webber e Da Matta. A fine sessione le uniche vetture equipaggiate con pneumatici Bridgestone tra le prime dieci qualificate furono le due Ferrari.

### Risultati
| Pos | No | Pilota                | Costruttore        | Pneumatici | Venerdì     | Sabato   | Distacco |
| --- | -- | --------------------- | ------------------ | ---------- | ----------- | -------- | -------- |
| 1   | 4  | Ralf Schumacher       | Williams - BMW     | M          | 1'17"063    | 1'15"259 |          |
| 2   | 6  | Kimi Räikkönen        | McLaren - Mercedes | M          | 1'17"926    | 1'15"295 | +0"036   |
| 3   | 3  | Juan Pablo Montoya    | Williams - BMW     | M          | 1'17"108    | 1'15"415 | +0"156   |
| 4   | 7  | Jarno Trulli          | Renault            | M          | 1'16"905    | 1'15"500 | +0"241   |
| 5   | 1  | Michael Schumacher    | Ferrari            | B          | 1'16"305    | 1'15"644 | +0"385   |
| 6   | 5  | David Coulthard       | McLaren - Mercedes | M          | 1'17"059    | 1'15"700 | +0"441   |
| 7   | 2  | Rubens Barrichello    | Ferrari            | B          | 1'16"636    | 1'15"820 | +0"561   |
| 8   | 8  | Fernando Alonso       | Renault            | M          | 1'18"370    | 1'15"884 | +0"622   |
| 9   | 14 | Mark Webber           | Jaguar - Cosworth  | M          | 1'17"637    | 1'16"237 | +0"978   |
| 10  | 21 | Cristiano da Matta    | Toyota             | M          | 1'20"374    | 1'16"744 | +1"485   |
| 11  | 16 | Jacques Villeneuve    | BAR - Honda        | B          | 1'18"109    | 1'16"755 | +1"496   |
| 12  | 11 | Giancarlo Fisichella  | Jordan - Ford      | B          | 1'17"080    | 1'16"967 | +1"708   |
| 13  | 15 | Antônio Pizzonia      | Jaguar - Cosworth  | M          | 1'18"967    | 1'17"103 | +1"844   |
| 14  | 9  | Nick Heidfeld         | Sauber - Petronas  | B          | 1'17"912    | 1'17"176 | +1.917   |
| 15  | 10 | Heinz Harald Frentzen | Sauber - Petronas  | B          | senza tempo | 1'17"402 | +2"143   |
| 16  | 12 | Ralph Firman          | Jordan - Ford      | B          | 1'18"286    | 1'17"452 | +2"193   |
| 17  | 20 | Olivier Panis         | Toyota             | M          | 1'19"903    | 1'17"464 | +2"205   |
| 18  | 19 | Jos Verstappen        | Minardi - Cosworth | B          | 1'19"421    | 1'18"706 | +3"447   |
| 19  | 18 | Justin Wilson         | Minardi - Cosworth | B          | 1'19"680    | 1'20"706 | +4"804   |

## Gara

### Resoconto
Al via Ralf Schumacher mantenne la testa della corsa. Alle sue spalle Montoya sopravanzò Räikkönen, mentre più indietro Alonso infilò sia Coulthard che Barrichello. Durante il primo giro Frentzen andò a sbattere contro le protezioni alla seconda chicane delle Piscine, riempiendo la pista di detriti. Il pilota tedesco fu costretto al ritiro, mentre la direzione gara fece entrare in pista la safety car. La vettura di sicurezza si fece da parte al quinto giro, ma alla ripartenza non ci furono sorpassi. Nelle tornate successive Ralf Schumacher cercò, senza riuscirci, di staccare Montoya e Räikkönen, mentre Trulli tenne dietro Michael Schumacher; più staccati seguivano Alonso, Coulthard e Barrichello.
Non accadde praticamente nulla fino alla prima serie di pit stop, aperta al 21º passaggio da Ralf Schumacher. Il pilota tedesco rientrò in pista all'ottavo posto, cedendo la testa della corsa al compagno di squadra. Il colombiano spinse al massimo, facendo segnare il giro più veloce in gara, ed effettuò il primo rifornimento durante la ventitreesima tornata, tornando in pista proprio davanti al compagno di squadra. Due giri più tardi effettuò il proprio pit stop anche Räikkönen, che si inserì tra i due piloti della Williams. Trulli, trovatosi momentaneamente in testa alla corsa, rientrò a sua volta ai box due tornate dopo, lasciando strada libera a Michael Schumacher.
Il ferrarista, libero di girare al proprio ritmo, marcò anche il giro più veloce e dopo il rifornimento, nel corso del 31º passaggio, rientrò in pista in terza posizione, davanti al fratello ma dietro a Montoya e Räikkönen. Nei giri che seguirono Montoya e Räikkönen staccarono leggermente gli altri, ma non si verificarono cambi di posizione. Il primo ad effettuare la seconda sosta, nel corso del 48º passaggio, fu Ralf Schumacher, che dal quarto scese all'ottavo posto. Un giro più tardi anche il compagno di squadra rifornì; Räikkönen, in testa, spinse al massimo, ottenendo anche il giro più veloce, ma quando effettuò il secondo pit stop cinque tornate dopo tornò in pista alle spalle del colombiano.
Ralf Schumacher compì un dritto all'ultima curva, riuscendo però ad evitare il contatto con le barriere. Il fratello, momentaneamente in testa, effettuò la sua seconda sosta al 59º giro, rientrando in pista al terzo posto dietro a Montoya e Räikkönen. La situazione si stabilizzò senza che avvenissero ulteriori cambi di posizione. Montoya ottenne la prima vittoria stagionale per sé e per la Williams dopo un inizio di stagione non esaltante, precedendo sul traguardo Räikkönen, Michael e Ralf Schumacher, Alonso, Trulli, Coulthard e Barrichello.

### Risultati
| Pos         | No | Pilota                | Costruttore        | Pneumatici | Giri | Tempo/Ritiro                           | Partenza | Punti |
| ----------- | -- | --------------------- | ------------------ | ---------- | ---- | -------------------------------------- | -------- | ----- |
| 1           | 3  | Juan Pablo Montoya    | Williams - BMW     | M          | 78   | 1h42'19"010 alla media di 152.772 km/h | 3        | 10    |
| 2           | 6  | Kimi Räikkönen        | McLaren - Mercedes | M          | 78   | +0"602                                 | 2        | 8     |
| 3           | 1  | Michael Schumacher    | Ferrari            | B          | 78   | +1"720                                 | 5        | 6     |
| 4           | 4  | Ralf Schumacher       | Williams - BMW     | M          | 78   | +28"518                                | 1        | 5     |
| 5           | 8  | Fernando Alonso       | Renault            | M          | 78   | +36"251                                | 8        | 4     |
| 6           | 7  | Jarno Trulli          | Renault            | M          | 78   | +40"972                                | 4        | 3     |
| 7           | 5  | David Coulthard       | McLaren - Mercedes | M          | 78   | +41"227                                | 6        | 2     |
| 8           | 2  | Rubens Barrichello    | Ferrari            | B          | 78   | +53"266                                | 7        | 1     |
| 9           | 21 | Cristiano da Matta    | Toyota             | M          | 77   | +1 giro                                | 10       |       |
| 10          | 11 | Giancarlo Fisichella  | Jordan - Ford      | B          | 77   | +1 giro                                | 12       |       |
| 11          | 9  | Nick Heidfeld         | Sauber - Petronas  | B          | 76   | +2 giri                                | 14       |       |
| 12          | 12 | Ralph Firman          | Jordan - Ford      | B          | 76   | +2 giri                                | 16       |       |
| 13          | 20 | Olivier Panis         | Toyota             | M          | 74   | +3 giri                                | 17       |       |
| Ritirato    | 16 | Jacques Villeneuve    | BAR - Honda        | B          | 63   | Motore (9°)                            | 11       |       |
| Ritirato    | 18 | Justin Wilson         | Minardi - Cosworth | B          | 29   | Alimentazione                          | 19       |       |
| Ritirato    | 19 | Jos Verstappen        | Minardi - Cosworth | B          | 28   | Alimentazione (12°)                    | 18       |       |
| Ritirato    | 14 | Mark Webber           | Jaguar - Cosworth  | M          | 16   | Idraulica (15°)                        | 9        |       |
| Ritirato    | 15 | Antônio Pizzonia      | Jaguar - Cosworth  | M          | 10   | Elettronica (14°)                      | 13       |       |
| Ritirato    | 10 | Heinz-Harald Frentzen | Sauber - Petronas  | B          | 0    | Incidente                              | 15       |       |
| Non partito | 17 | Jenson Button         | BAR - Honda        | B          |      | Infortunio                             |          |       |

## Classifiche dopo il GP

### Piloti
| Pos. | Pilota                | Punti |
| ---- | --------------------- | ----- |
| 1    | Kimi Räikkönen        | 48    |
| 2    | Michael Schumacher    | 44    |
| 3    | Fernando Alonso       | 29    |
| 4    | Rubens Barrichello    | 27    |
| 5    | Juan Pablo Montoya    | 25    |
| 5    | David Coulthard       | 25    |
| 5    | Ralf Schumacher       | 25    |
| 8    | Jarno Trulli          | 13    |
| 9    | Giancarlo Fisichella  | 10    |
| 10   | Jenson Button         | 8     |
| 11   | Heinz-Harald Frentzen | 7     |
| 12   | Mark Webber           | 4     |
| 13   | Jacques Villeneuve    | 3     |
| 13   | Cristiano da Matta    | 3     |
| 15   | Nick Heidfeld         | 1     |
| 15   | Ralph Firman          | 1     |

### Costruttori
| Pos. | Team               | Punti |
| ---- | ------------------ | ----- |
| 1    | McLaren - Mercedes | 73    |
| 2    | Ferrari            | 71    |
| 3    | Williams - BMW     | 50    |
| 4    | Renault            | 42    |
| 5    | Jordan - Ford      | 11    |
| 5    | BAR - Honda        | 11    |
| 7    | Sauber - Petronas  | 8     |
| 8    | Jaguar - Cosworth  | 4     |
| 9    | Toyota             | 3     |